# 새로운 피조물
새로운 피조물 (καινὴ κτίσις, new creature) 또는 새로운 창조(new creation)는 사도 바울의 개념이다.
고린도후서 5:17 그런즉 누구든지 그리스도 안에 있으면 새로운 피조물이라 이전 것은 지나갔으니 보라! 새것이 되었도다.

장상에 따르면, 고후5:17의 새로운 창조는 인간내의, 또는 인간만의 변화 라기보다는 하나님의 화해 역사의 우주적이며 보편적인 결과를 표명했다.

## 같이 보기
- 대체주의

## 참고 문헌
1. ↑  장상 바울의 역사의식과 복음 1996, 239